# Myndus clavipennis
Myndus clavipennis är en insektsart som beskrevs av Alexander Fyodorovich Emeljanov 1972. Myndus clavipennis ingår i släktet Myndus och familjen kilstritar. Inga underarter finns listade i Catalogue of Life.